# Battaglia di Kanegasaki
La battaglia di Kanegasaki (金ヶ崎の戦い?, Kanegasaki no tatakai), talvolta chiamata assedio di Kanegasaki, o anche ritirata di Kanegasaki, fu un evento bellico avvenuto nel 1570 nel quadro della campagna di Oda Nobunaga contro i clan Asai e Asakura per la conquista del Giappone centrale, in particolare in risposta all'alleanza formata dallo shōgun Ashikaga Yoshiaki nel tentativo di contrastare l'apparentemente inarrestabile ascesa degli Oda.
Lo scontro si svolse nella fortezza e nelle foreste di Kanegasaki, nella provincia di Echizen, e rappresenta uno dei momenti più difficili per la campagna di conquista di Nobunaga, in quanto fu una delle poche occasioni in cui il signore di Owari, colto di sorpresa dal tradimento del cognato Azai Nagamasa, arrivò molto vicino ad essere ucciso.

## Antefatti

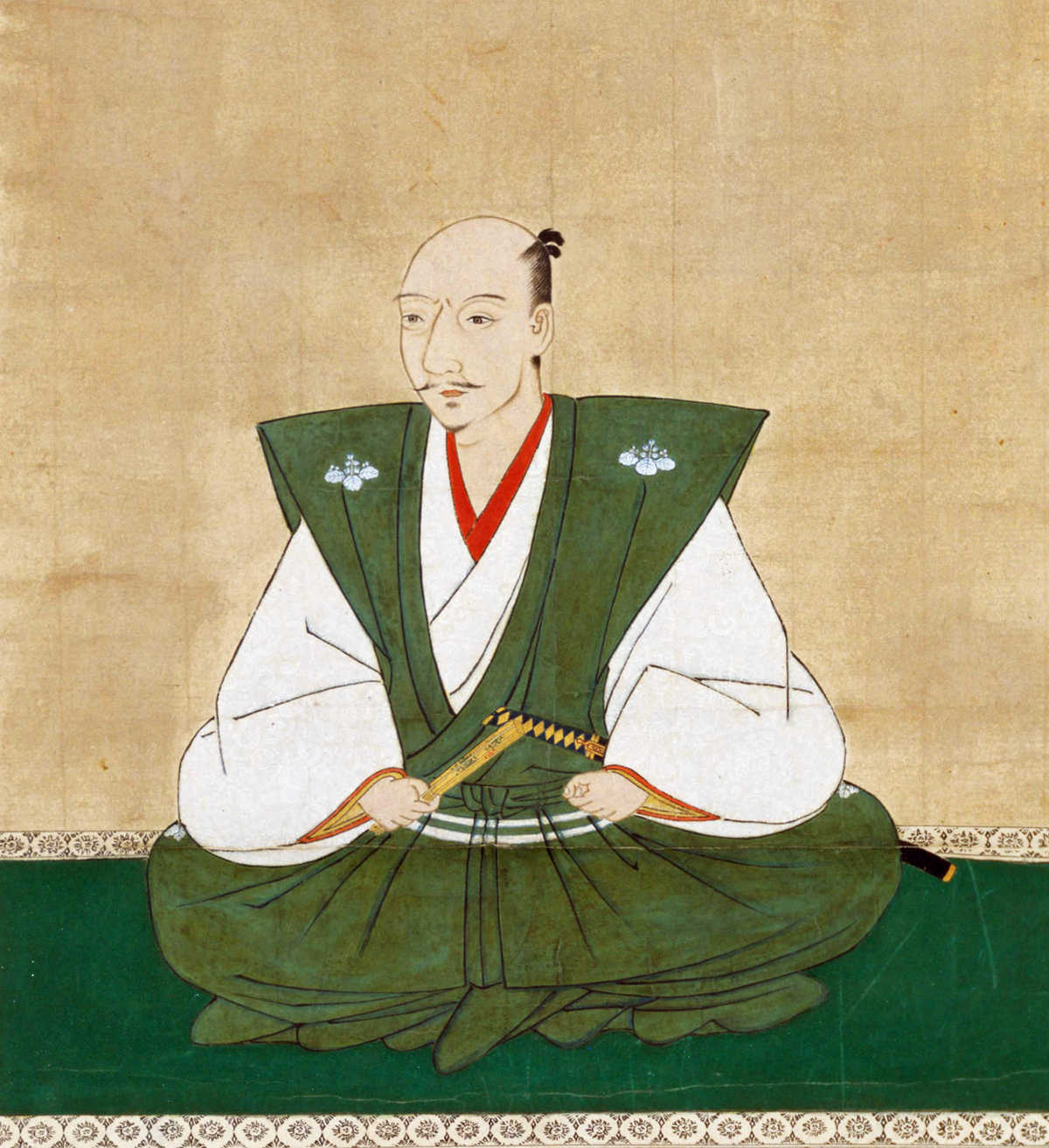
Oda Nobunaga

Nel 1570, a soli dieci anni dall'inizio della sua campagna, Nobunaga aveva già spazzato via due tra i più potenti clan del Giappone centrale, gli Imagawa e i Saitō, forte del ricorso a nuove e spesso spregiudicate tattiche militari che gli avevano permesso di superare la mancanza di esperienza di buona parte del suo esercito.
Oltre al timore da parte degli altri signori della guerra, la sua rapida ascesa era però vista con crescente paura anche dallo shogun Ashikaga Yoshiaki: costui era salito al potere due anni prima, al termine di una faida interna al suo casato che lo aveva visto uscire vincitore proprio grazie all'aiuto di Nobunaga, ma in poco tempo il nuovo shogun si era reso conto di essere nulla più che un sovrano fantoccio il cui unico scopo era legittimare ed approvare tutte le campagne degli Oda.
Desideroso di smarcarsi dal suo scomodo alleato e riconquistare il potere per sé stesso, Yoshiaki iniziò quindi segretamente a tramare contro di lui, raccogliendo attorno a sé un buon numero di daimyo spaventati come lui dal crescente potere degli Oda e trovando in Asakura Yoshikage il suo più fedele alleato.
Gli Asakura, che controllavano la provincia di Echizen, erano alleati, oltre che con lo shogunato, anche con il clan Azai, il cui sovrano Nagamasa era però anche cognato di Nobunaga, avendone sposato alcuni anni prima la sorella minore Oichi. Facendo leva sull'alleanza stipulata con suo padre Hisamasa, Yoshikage tentò di convincere Nagamasa ad aderire alla coalizione che lo shogun stava formando contro gli Oda, ottenendo però, almeno inizialmente, un parziale rifiuto: Nagamasa infatti era consapevole dell'inferiorità del proprio esercito rispetto a quello del genero, e non voleva impegnarsi in un conflitto che, in caso di fallimento, avrebbe visto la fine del suo clan. D'altra parte però, il giovane sovrano sapeva anche che, trovandosi il suo feudo proprio a metà strada tra i domini Oda e Asakura, la neutralità non era un'opzione, e alla fine la molla che lo spinse ad aderire alla coalizione arrivò dallo stesso Nobunaga.
Informato dalle proprie spie a Kyoto dei piani dello shogun, Nobunaga decise di giocare d'anticipo, e messosi personalmente alla testa di una spedizione nella primavera del 1570 marciò verso Echizen per sottomettere gli Asakura, il tutto senza consultarsi o rendere conto di qualcosa con Nagamasa, come invece si era impegnato a fare in situazioni simili.
Offeso da quella che considerava una mancanza di considerazione nei suoi riguardi, e non credendo più alle promesse del suo ambizioso parente acquisito, Nagamasa si risolse infine a rispettare il patto di cobelligeranza stipulato da suo padre e aderì alla coalizione, ordinando al suo esercito di convergere subito verso provincia di Echizen per portare soccorso agli Asakura e colpire Nobunaga alle spalle.

## La battaglia
Non sospettando minimamente la minaccia che incombeva su di lui, Nobunaga penetrò facilmente ad Echizen, e il suo generale Hideyoshi Toyotomi mise sotto assedio la fortezza periferica di Kanegasaki. I pochi soldati Asakura a difesa della struttura, colti alla sprovvista, opposero una ben misera resistenza, e la fortezza venne rapidamente occupata, ma la vera battaglia era appena iniziata.
La leggenda racconta che Oichi inviò a Nobunaga un sacchetto di fagioli, legato ad entrambe le estremità con un nastro rosso: ufficialmente era solo un portafortuna, ma in realtà si trattava di un messaggio in codice con il quale la principessa tentava di avvisare il fratello del pericolo che stava sopraggiungendo alle sue spalle. Più probabilmente, le spie e gli esploratori che sorvegliavano la regione attorno all'accampamento Oda si avvidero dell'arrivo dell'esercito Azai, e dal momento che Nobunaga non aveva richiesto rinforzi al cognato le loro intenzioni erano più che ovvie.

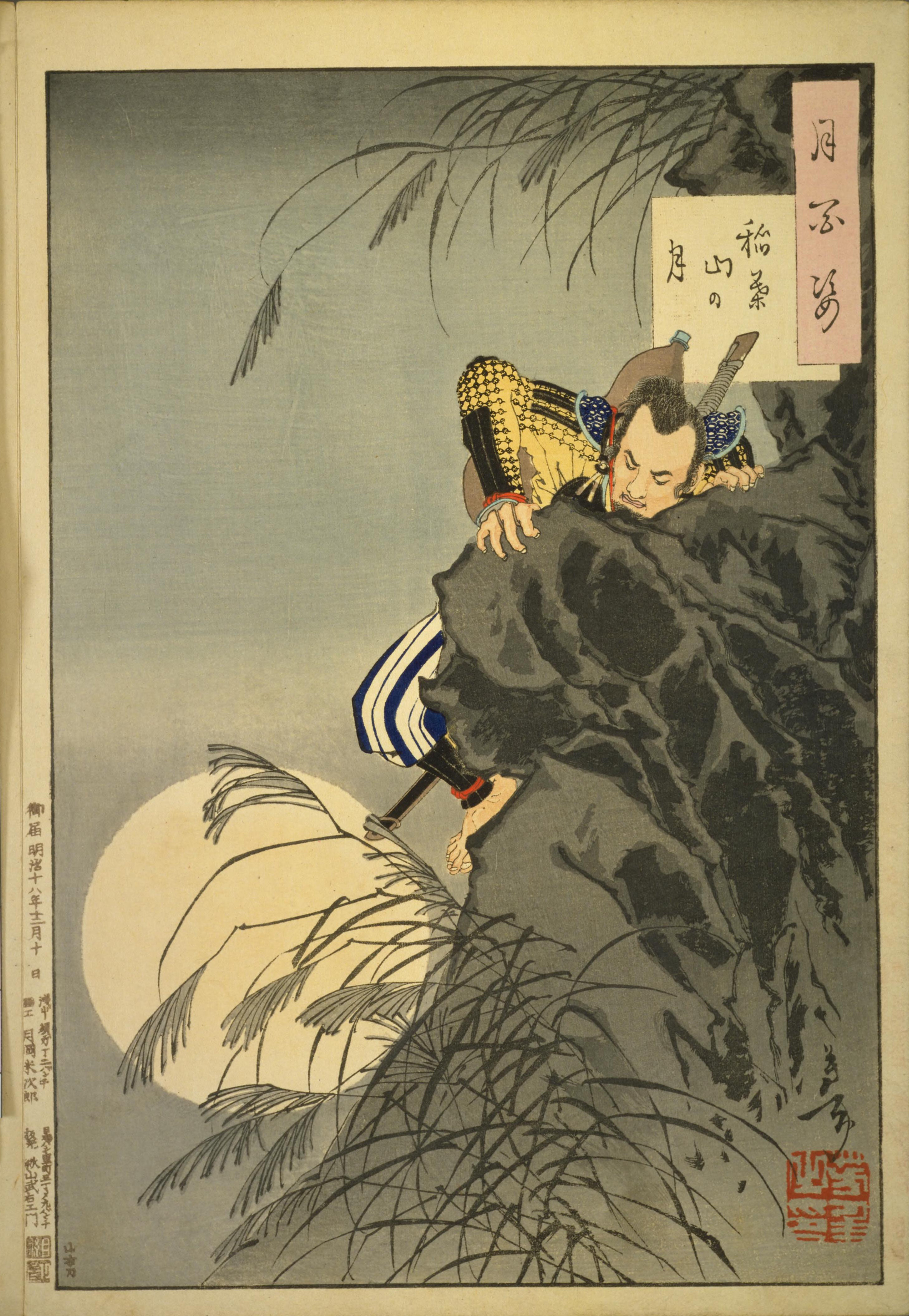
Toyotomi Hideyoshi

Pur potendo vantare una forza d'attacco che sovrastava di quasi seimila uomini i due eserciti combinati di Nagamasa e Yoshikage, Nobunaga sapeva che la difesa del castello e del territorio acquisito nella precedente battaglia era nei fatti impossibile, minacciato com'era su due diversi fronti e molto lontano dal suo feudo, così il signore di Owari non ebbe altra scelta che ordinare una precipitosa ritirata da Kanegasaki prima che le due forze avversarie potessero convergere contro di lui e circondarlo.
Hideyoshi, che aveva già avuto modo di distinguersi nel corso della campagna di Mino (in particolare in occasione dell'assedio di Sunomata, con la costruzione del celebre forte edificato nell'arco di una sola notte), venne scelto per guidare la retroguardia destinata a contenere l'assalto degli Asakura durante la ritirata (secondo altre fonti, si offrì personalmente volontario), e a quel punto, suddivise in piccoli gruppi, le forze degli Oda iniziarono la ritirata attraverso la foresta.
Seppur soverchiate nel numero, le truppe di Hideyoshi riuscirono a tenere la posizione per tutto il corso della battaglia, e contrariamente a quanto molti tra gli Oda avevano pronosticato le perdite furono assai contenute, questo grazie anche alla buona protezione offerta dal fitto degli alberi che circondavano la fortezza. Nel bel mezzo della ritirata, alcune avanguardie Azai giunte in rinforzo degli Asakura tentarono di convogliare nella direzione voluta le truppe Oda in ritirata dando fuoco alla foresta, sperando in questo modo di spingere Nobunaga dritto tra in bocca ai suoi nemici o tuttalpiù di fargli trovare la morte tra le fiamme, ma ogni tentativo di far congiungere le due forze della coalizione andò a scontrarsi con l'efficiente copertura organizzata da Hideyoshi, che a dispetto della difficoltà del proprio compito riuscì incredibilmente a salvarsi abbandonando Kanegasaki assieme al resto dell'esercito.
Informato della battaglia, Nagamasa ordinò al suo esercito di procedere verso Kanegasaki a passo forzato, ma quando il grosso delle sue forze giunse sul luogo della battaglia era già troppo tardi: Nobunaga era già scappato, e assieme a lui quasi tutto il suo esercito.

## Conseguenze
Obbligando Nobunaga alla ritirata da Kanegasaki la coalizione aveva costretto gli Oda ad allentare la loro presa su Echizen e impedito loro di assediare il castello natale degli Asakura a Ichijōdani, ma nonostante ciò questa parziale vittoria si rivelò ben presto alquanto effimera. La verità era che Nagamasa, Yoshikage e gli altri daimyo avevano perso la loro più grande, e probabilmente unica occasione per uccidere una volta per tutte Nobunaga sfruttando l'effetto sorpresa, e ora che il tradimento ai suoi danni aveva avuto luogo Nobunaga sapeva con certezza di chi potersi fidare.
Rientrato a Gifu, Nobunaga riorganizzò in fretta il proprio esercito, e nell'estate di quello stesso anno, supportato dal clan Tokugawa, sconfisse nettamente le forze Azai e Asakura nella battaglia di Anegawa, dando inizio al rapido e inesorabile declino dei clan ancora fedeli allo shogun. Sia Nagamasa che Yoshikage vennero infine sconfitti ed uccisi nel 1573, e nello stesso anno Yoshiaki, ormai rimasto solo, non ebbe altra scelta che accettare un umiliante esilio nel sud, anche se seguitò a mantenere formalmente la propria carica fino al 1588 sotto la protezione del clan Mōri.
Ironia della sorte, quelle stesse fiamme a cui Nobunaga era fortunosamente scampato a Kanegasaki avrebbero comunque reclamato la sua vita dodici anni dopo, quando il 21 giugno del 1582 il signore di Owari finì bruciato vivo all'interno del tempo Honno-ji a Kyoto in seguito al tentativo di colpo di Stato orchestrato da uno dei suoi generali, Akechi Mitsuhide.